# Juri Julianowitsch Schewtschuk

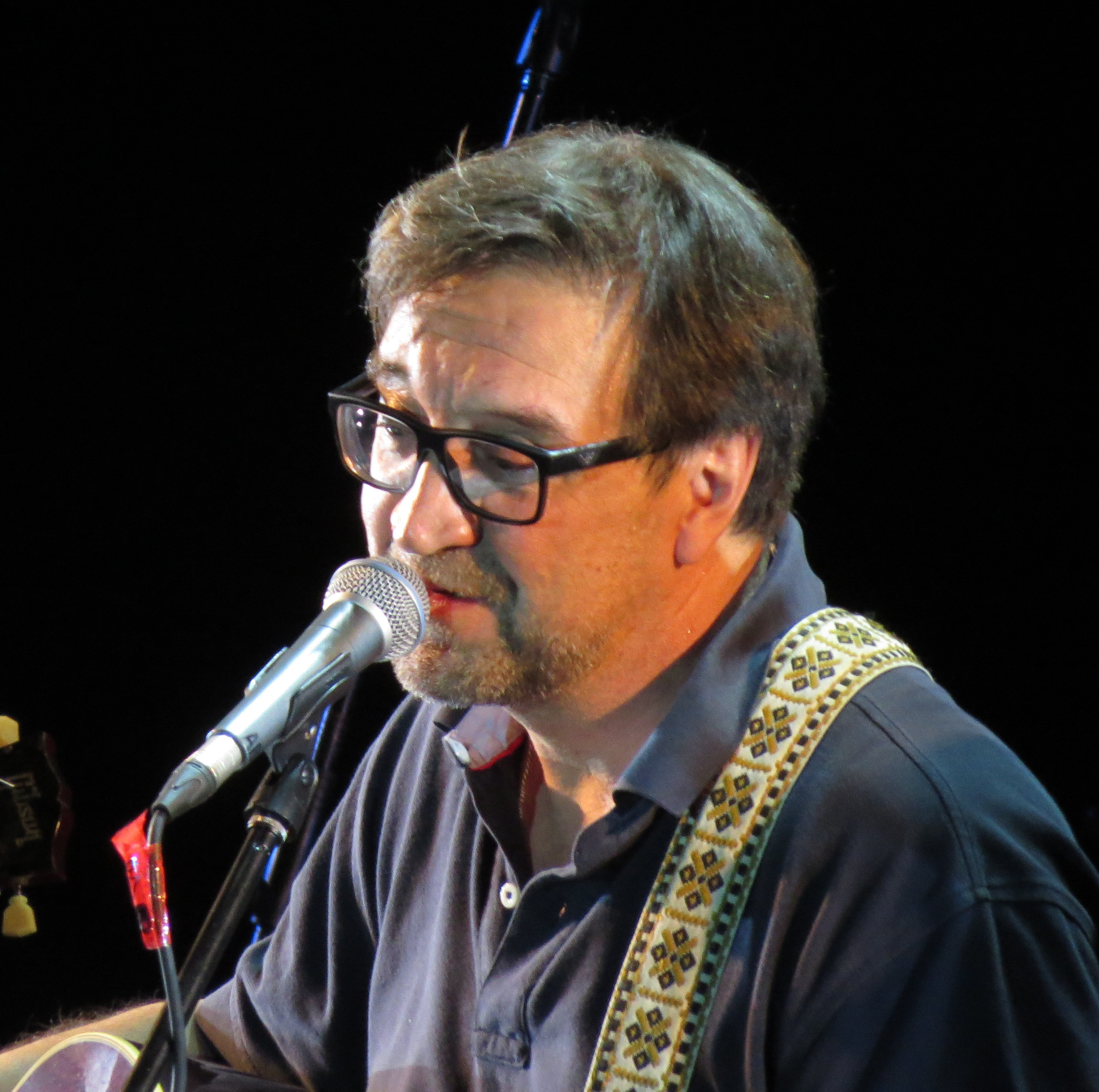
Juri Schewtschuk 2013

Juri Julianowitsch Schewtschuk (russisch Юрий Юлианович Шевчук; wiss. Transliteration Jurij Julianovič Ševčuk; * 16. Mai 1957 in Jagodnoje, Oblast Magadan, Russische SFSR, Sowjetunion) ist ein russischer Sänger, Musiker, Dichter, Komponist, Produzent und Schauspieler. Bekannt wurde er als Begründer und Leadsänger der in der baschkirischen Hauptstadt Ufa gegründeten Rockband DDT, die in den 1980er-Jahren zu den bekanntesten Bands des sowjetischen Underground gehörte und bis heute sehr populär ist.
Schewtschuk ist einer der bekanntesten Rockmusiker und Sänger Russlands und gleichzeitig engagierter Kritiker der Regierung Wladimir Putins. So beteiligte er sich 2008 am Marsch der Unzufriedenen. Internationale Aufmerksamkeit erlangte die Fernsehübertragung einer Diskussion zwischen Putin und Schewtschuk bei einem Empfang im Mai 2010 in Sankt Petersburg, wo der Musiker die Einhaltungen der Freiheitsrechte Andersdenkender in Russland einforderte.

## Leben und Karriere
Seine frühe Kindheit verbrachte Schewtschuk in Jagodnoje, dem Hauptort des Rajons Jagodnoje in der vor allem für seine Straflager und Goldminen bekannten Oblast Magadan. Sein Urgroßvater Mudaris Achmadejew war ein Mullah, der 1937 in Baschkortostan erschossen wurde. Väterlicherseits war Großvater Sosfen Iwanowitsch, ein Christ, von Kosaken, ebenfalls im Jahr 1937 bei Kansk erschossen worden. 1964 übersiedelte die Familie nach Naltschik, die Hauptstadt Kabardino-Balkariens, 1970 schließlich nach Ufa, wo er seine Jugend verbrachte. Als Autodidakt erlernte Schewtschuk, Bajan und Gitarre und kam zum Glauben. 1975 begann er ein Studium an der künstlerisch-graphischen Fakultät des Staatlichen Baschkirischen Pädagogischen Instituts. In Ufa erlebte er Vernehmungen bei der Polizei, nachdem er ein Kruzifix auf sein T-Shirt gemalt und dazu geschrieben hatte "Jesus war ein Hippie". Nach Erlangung des Künstlerdiploms wurde er einer Dorfschule zugeteilt, in der er drei Jahre lang Zeichenunterricht gab. Parallel spielte er in mehreren Bands, die auf Schulfesten und in Kulturhäusern auftraten. 1980 kehrte er zu seinen Eltern nach Ufa zurück. 1982 versuchte er spontan, in Gorki Sacharow zu treffen, dessen Haus jedoch bewacht wurde. 1984 wurde er verdächtigt, ein Agent des Vatikans zu sein.

Zu seinen Anti-Kriegs-Engagements gehört ein Song Nicht schießen, geschrieben während des noch andauernden Afghanistan-Krieges, und eine 1995 absolvierte Friedens-Tour in Tschetschenien. Er engagierte sich im Balkan, als dort Krieg herrschte. Kirche bedeute Liebe und Geduld und Toleranz; das stehe über der Politik und habe rein gar nichts mit Politik zu tun:

„Dass unsere russisch-orthodoxe Kirche mit der Politik zu verschmelzen versucht, ist ungeheuerlich“

Einige Bekanntheit erreichte seine offene Auseinandersetzung mit Wladimir Putin bei einem Empfang 2010. Nur wenige Menschen hatten so etwas zuvor gewagt, darunter Michail Chodorkowski.

„Ich denke, wir ‚Bebrillten‘, die Fürsprecher für Veränderungen, werden sehr lange daran arbeiten müssen, das Vertrauen der Menschen zurückzugewinnen. Damit sie an die Möglichkeit der Existenz eines freien Individuums, einer legalen Zivilgesellschaft und einer Demokratie in unserem Land glauben. (...) Dass die Regierung von diesen Problemen weiß, hat mich auch gefreut. Aber die traurige Wahrheit ist, dass nichts unternommen wird, dass es bisher nur eine Antwort gibt – Pathos, Heuchelei und Demagogie.“

Schewtschuk lebte und arbeitete 2011 in Sankt Petersburg.

„Ich spreche davon, dass Fanatiker vor allem an den Teufel glauben, an seine Kraft. Schauen Sie sich Stalin, Lenin an. Irgendein Politiker, Hitler. Sehen Sie sich irgendeinen religiösen Fanatiker an, er glaubt mehr an die Macht des Bösen als an die Macht des Guten. Wieso? Weil er Angst hat. Er hat Angst vor Menschen. Er hat Angst, dass sie, wenn sie nicht bei ihm sind, wenn sie nicht an seiner Ideologie festhalten, irgendwo in die falsche Richtung getragen werden. Zum Bösen. Und ich habe keine Angst davor.“

Schewtschuk kritisierte 2014, dass russische Truppen die Krim annektierten.
Am 24. Februar 2022 begannen russische Streitkräfte auf Befehl von Staatspräsident Putin den Überfall auf die Ukraine. Am ersten Tag des Überfalls auf die Ukraine gehörte er zu den Protestierenden.
Schewtschuk ließ an seinen Konzerten das Publikum abstimmen; diese hätten stets für den Frieden gestimmt. Am 18. Mai 2022 fragte er bei einem Konzert in Ufa (Baschkortostan) die 8000 Zuschauer, warum russische Jungs wieder sterben. Heimat bedeute die Babuschka am Bahnhof, die Kartoffeln verkaufe; Heimat sei nicht der Arsch des Präsidenten, der geküsst werden wolle. 
Polizisten verhörten Schewtschuk und schrieben ein Protokoll mit der Behauptung, er hätte die Streitkräfte diskreditiert (siehe auch Pressefreiheit in Russland). 
Gerichte in Schewtschuks Heimatstadt Sankt Petersburg schickten das Protokoll zurück und schrieben, es sei nicht ersichtlich, inwiefern Schewtschuk Soldaten beleidigt habe. Laut Medienberichten weigerten sich dort alle Richter, den Fall Schewtschuk zu verhandeln.
Er wurde am 16. August 2022 zu einer Geldstrafe von umgerechnet 800 Euro verurteilt.

## Diskografie
Neben seiner Tätigkeit als Bandleader der Musikgruppe DDT arbeitet Juri Schewtschuk auch als Solokünstler.

### Alben
| Erscheinungsjahr | Originaltitel              | Transkribierter Titel       | Übersetzung/Anmerkungen                                                      |
| ---------------- | -------------------------- | --------------------------- | ---------------------------------------------------------------------------- |
| 1983             | Череповецкий магнитоальбом | Tscherepowezki magnitoalbom | Tscherepowezer Tonbandalbum                                                  |
| 1995             | Кочегарка                  | Kotschegarka                | Heizraum Aufnahme von 1985, Zusammenarbeit mit Alexander Baschlatschow       |
| 1998             | 82 г.                      | 82 g.                       | ’82 Aufnahme von 1982                                                        |
| 2001             | Два концерта. Акустика     | Dwa konzerta. Akustika      | Zwei Konzerte. Akustik                                                       |
| 2005             | Москва. Жара               | Moskwa. Schara              | Moskau. Hitze Zusammenarbeit mit Sergei Iljitsch Rijschenko                  |
| 2008             | L’Echoppe                  |                             | Der Stall Zusammenarbeit mit Konstantin Kasanski                             |
| 2009             | Сольник                    | Solnik                      | Solo eine Sammlung von Gedichten, herausgegeben von der Nowaja gaseta        |
| 2023             | Волки в тире               | Wolki w tirje               | Wölfe im Schießstand Zusammenarbeit mit Dmitri Emeljanow (Дмитрий Емельянов) |

## Filmografie

### Spielfilme
| Erscheinungsjahr | Originaltitel             | Transkribierter Titel       | Übersetzung/Anmerkungen          |
| ---------------- | ------------------------- | --------------------------- | -------------------------------- |
| 1988             | Публикация                | Publikazija                 | Die Publikation                  |
| 1989             | Лимита, или Четвертый сон | Limita, ili Tschetwerty son | Limita oder der vierte Traum     |
| 1990             | Духов день                | Duchow den                  | Pfingstmontag                    |
| 1990             | Город                     | Gorod                       | Die Stadt                        |
| 2002             | Вовочка                   | Wowotschka                  | Wowotschka Koseform von Wladimir |
| 2007             | Антонина обернулась       | Antonina obernulas          | Antonina hat sich abgewandt      |
| 2011             | Жила-была одна баба       | Schila-byla odna baba       | Es lebte einmal eine alte Frau   |

### Fernsehserien
| Erscheinungsjahr | Originaltitel | Transkribierter Titel | Übersetzung/Anmerkungen                                                |
| ---------------- | ------------- | --------------------- | ---------------------------------------------------------------------- |
| 2005             | Атаман        | Ataman                | Ataman Kosakenanführer                                                 |
| 2008             | Батюшка       | Batjuschka            | Väterchen umgangssprachliche Bezeichnung für einen orthodoxen Priester |

### Dokumentarfilme
| Erscheinungsjahr | Originaltitel      | Transkribierter Titel | Übersetzung/Anmerkungen |
| ---------------- | ------------------ | --------------------- | --- |
| 1986             | Я получил эту роль | Ja polutschil etu rol | Ich bekam diese Rolle Dokumentarfilm über die Musikgruppe DDT |
| 1987             | Рок                | Rok                   | Rock Dokumentarfilm über die sowjetische Rockmusik der 1980er Jahre |
| 1988             | Игра с неизвестным | Igra s neiswestnym    | Spiel mit dem Unbekannten Dokumentarfilm über den musikalischen Underground der Sowjetunion zu Anfang der Perestroika |
| 2002             | Время ДДТ          | Wremja DDT            | DDT-Zeit Dokumentarfilm über die Geschichte der Band DDT im Kontext verschiedener neuzeitlicher Ereignisse in Russland (z. B. Zerfall der Sowjetunion, Russische Verfassungskrise 1993, Erster und Zweiter Tschetschenienkrieg) |
| 2004             | Земное и небесное  | Semnoje i nebesnoje   | Irdisches und Himmlisches als Moderator, Dokumentarserie über die Geschichte der Russisch-Orthodoxen Kirche |
| 2006             | Костя и мышь       | Kostja i mysch        | Kostja und die Maus Dokumentarfilm über den russischen Dichter Konstantin Konstantinowitsch Kusminskij und dessen Frau Emma Kusminskaja, welche den Spitznamen "Maus" trug                                                      |
| 2006             | Посольская церковь | Posolskaja zerkow     | Die Botschaftskirche Dokumentarfilm über die Kirche der Fürbitte der Gottesgebärerin und des heiligen Alexander Newski des Exarchats der orthodoxen Gemeinden russischer Tradition in Westeuropa in Biarritz, Frankreich        |
| 2006             | Свобода по-русски  | Swoboda po-russki     | Freiheit auf Russisch Dokumentarserie über die Geschichte des Parlamentarismus in Russland |
| 2012             | Небо под сердцем   | Nebo pod serdzem      | Der Himmel unter dem Herzen Dokumentarfilm über ein Konzert der Gruppe DDT vom 9. November 2011 im Sportkomplex Olimpijski |

### Synchronisation
| Erscheinungsjahr | Originaltitel                   | Transkribierter Titel            | Übersetzung/Anmerkungen                                                                       |
| ---------------- | ------------------------------- | -------------------------------- | --------------------------------------------------------------------------------------------- |
| 2007             | История государства Российского | Istorija gosudarstwa Rossijskogo | Die Geschichte des russischen Staates Schewtschuk vertonte alle 500 Teile der Dokumentarserie |

## Publikationen
| Erscheinungsjahr | Originaltitel                        | Transkribierter Titel                       | Übersetzung/Anmerkungen                                 |
| ---------------- | ------------------------------------ | ------------------------------------------- | ------------------------------------------------------- |
| 2000             | Защитники Трои. Книга стихов и песен | Saschtschitniki Troi. Kniga stichow i pesen | Die Verteidiger von Troja. Buch der Gedichte und Lieder |
| 2009             | Сольник. Альбом стихов.              | Solnik. Albom stichow.                      | Solo. Gedichtsalbum.                                    |

## Auszeichnungen und Ehrungen
- Medaille des Ministeriums für Katastrophenschutz der Russischen Föderation für die "Teilnahme an humanitären Notfall-Operationen"
- Silbernes Kreuz des Innenministeriums der Russischen Föderation
- "Master" Emblem des Internationalen Kunstfestivals "MASTER CLASS" in Sankt Petersburg
- Preisträger der Zeitung Moskowski Komsomolez
- Gewinner des Wettbewerbs "Goldene Stimmgabel" in Tscherepowez (1982)
- Titel "Bester Rocksänger des Jahres" des Festivals "Weiße Nächte von St. Petersburg" in Berlin (1994)
- "Petropol'" Kunstpreis (1999)
- "Zarskoje Selo" Kunstpreis für seinen "Beitrag zur Entwicklung der russischen Poesie und Rockkultur" (2000)
- "Blaue Seiten. Mensch des Jahres 2002" auf dem Gebiet der Musik
- Volkskünstler der Republik Baschkortostan (2005)
- Unabhängige russische Auszeichnung "Triumph" für "herausragende Leistungen auf dem Gebiet der Literatur und Kunst" (2007)
- Preisträger der Moskauer Helsinki-Gruppe für die "Verteidigung der Menschenrechte durch Kultur und Kunst" (2009)
- Am 16. Januar 2010 wurde der Asteroid 212924 mit "Juri Schewtschuk" benannt
- Orden des Heiligen Apostels Andreas der Ukrainisch-Orthodoxen Kirche Moskauer Patriarchats (2012)